# 미카엘 융베리 (레슬링 선수)
보 우르반 미카엘 융베리(스웨덴어: Bo Urban Mikael Ljungberg, 1970년 6월 13일~2004년 11월 17일)는 스웨덴의 레슬링 선수이다. 스웨덴 역사상 가장 위대한 레슬링 선수 중 한 명으로 2000년 하계 올림픽에서 그레코로만형 헤비급 금메달을 획득했고 1993년과 1995년 세계 선수권 대회 금메달, 1995년과 1999년 유럽 선수권 대회 금메달을 획득했다.
현역 은퇴 후에는 우울증에 시달렸으며 결국 병원에 입원하여 치료를 받다가 2004년 병동에서 목을 매 자살했다.